# 小熊捍
小熊 捍（おぐま まもる、1885年8月24日 - 1971年9月10日）は、日本の昆虫学者、遺伝学者（農学博士）。

## 経歴
東京府出身。中学時代に松村松年に刺激を受け、1903年、東京府立第一中学校（現・東京都立日比谷高等学校）から札幌農学校に進学。1911年、東北帝国大学農科大学農学科（現・北海道大学農学部）を卒業し、農業生物学教室教員となる。1922年から2年間、イギリス・ドイツ・ベルギーへと留学。1929年、八田三郎教授の定年退職に伴い、北海道帝国大学農学部動物学昆虫学養蚕学第一講座教授となる。翌1930年、同大学に新設された理学部動物学科教授に移動し、第一講座の後任には犬飼哲夫が就任した。トンボの研究の権威として知られた。北海道帝国大学理学部長、北海道帝国大学低温科学研究所長、北海道帝国大学厚岸臨海実験所施設長、北海道帝国大学触媒研究所（現・北海道大学触媒科学研究所）施設長、国立遺伝学研究所長（初代）、札幌新交響楽団後援会長などの要職を歴任した。1955年に退官。1963年紫綬褒章受章。
昆虫学、細胞学、遺伝学の分野で多くの業績を残したが、中でも「蜻蛉複眼の組織学的研究」（1919年）や、木原均（北海道帝国大学農学部卒業、のちに京都大学教授）と共同で行った「人類の染色体に関する研究」（1922年）は独創的な研究として高く評価されている。日本軍に依頼し、捕らえられた中国東北部の抗日武装活動家（いわゆる匪賊）の睾丸を入手、その染色体を観察し、1937年6月アメリカ合衆国の科学雑誌に論文を発表した。
さっぽろ・ふるさと文化百選に選定されていた小熊の自宅（フランク・ロイド・ライトの弟子であった田上義也が1929年（昭和4年）に設計）は札幌市中央区南1条西20丁目にあったが、解体後の1998年（平成10年）に藻岩山のふもとの中央区伏見5丁目へ移築され、観光名所（2017年11月まではろいず珈琲館が営業、2018年4月以降はフライ・フィッシングプロショップのドリーバーデンが営業）になっている。山階芳麿の指導教官としても知られる。有島武郎や早川三代治と親交があった。

## 主な著書

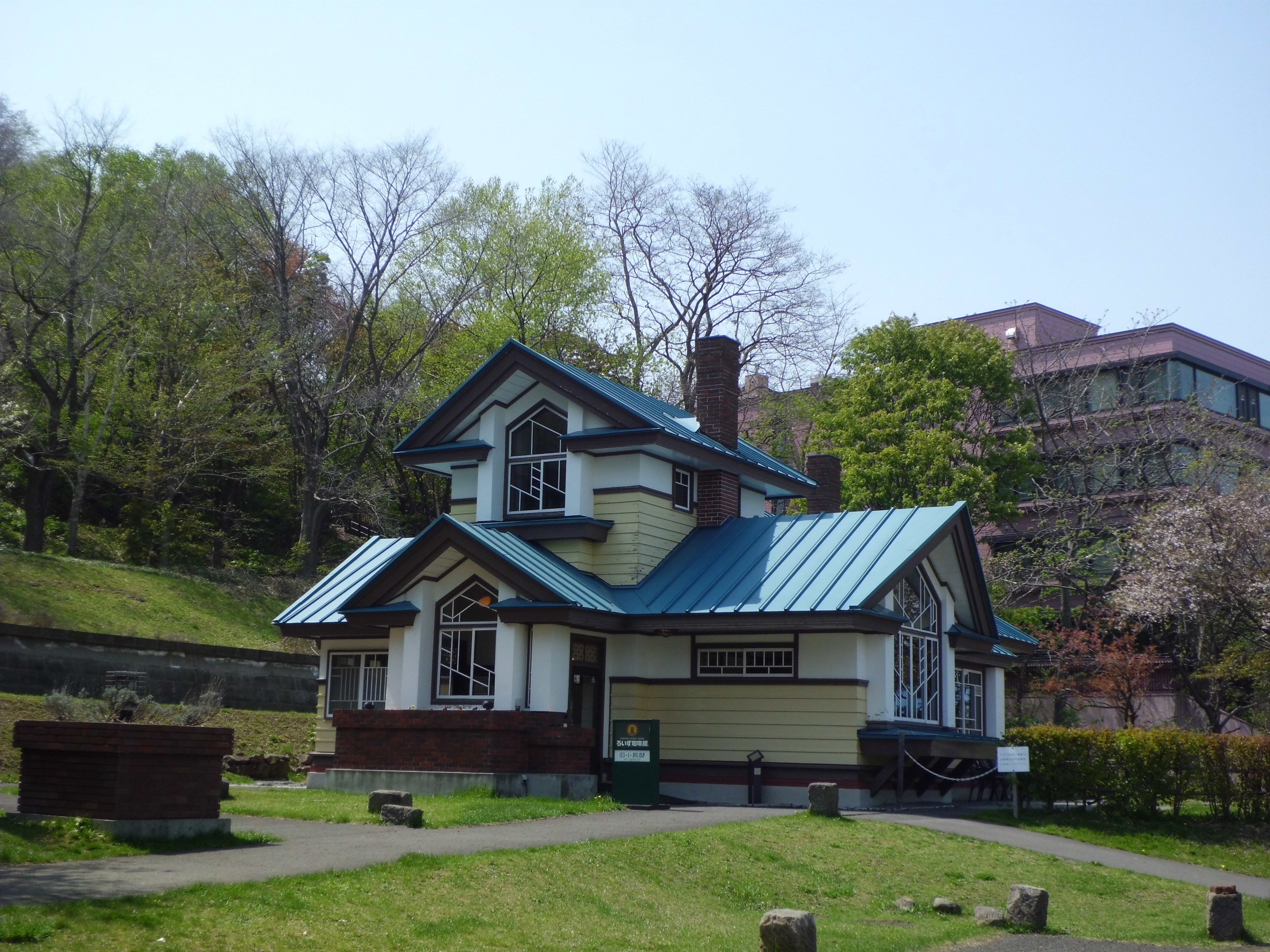
旧小熊邸（2015年5月）

- 「動物細胞學實驗法」[1]『生物學實驗法講座〔8〕動物組織學實驗法』建文館、1937年-1938年
- 『虫の進軍』北方出版社、1946年10月
- 『国立遺伝研究所設立の急務 人的資源・食料生産拡充・及び民族強化問題解決の根本方策』自家出版、1939年[8]
- 『桃栗三年』[1]内田老鶴圃、1957年、日本エッセイスト・クラブ賞受賞
- 『雀の食堂』[1]講談社、1966年